# Венгры на Украине
Ве́нгры на Украи́не, также закарпатские венгры (венг. Kárpátaljai magyarok, укр. Угорці в Україні) — одно из национальных меньшинств, проживающих на территории современной Украины с IX века н. э. Долгое соседское проживание венгров и украинцев привело к языково-культурным взаимовлияниям. В период мадьяризации XIX и нач. XX веков особенно сильному венгерскому влиянию подверглись язык, быт, фольклор, музыка Закарпатья. Позднее венгры Закарпатья испытали на себе влияние украинской и русской культур в рамках СССР. Поскольку венгры современной Украины проживают компактно в Закарпатской области на территории непосредственно примыкающей к Венгрии, их правильно рассматривать как венгерскую ирреденту, а не диаспору.

## История
Венгерские племена мигрировали в Дунайскую низменность через причерноморские степи, далее нынешние Западную Украину, карпатские перевалы и нынешнее Закарпатье в ΙΧ веке нашей эры. Заселение ими территории нынешнего Закарпатья проходило также в более поздний период в результате двух крупных волн миграции: во второй половине XIII века (после татаро-монгольского нашествия) и во второй половине XVI века (войны с турками-османами).
Со времени вхождения Закарпатья в состав Венгерского королевства (равнинная часть в ΙΧ-X веке, горная часть — XIII—XIV век) и до вхождения в состав Чехословакии (1919) венгры являлись господствующим в социально-экономическом плане этносом в регионе. По переписи 1910 года они составляли 30 % населения нынешнего Закарпатья, а в 1930 году только 16 %, так как включение края в состав Чехословакии способствовало эмиграции венгров на государственную территорию Венгрии. Остающиеся на территории края венгры объединились в ряд политических партий, из которых наибольшим влиянием пользовалась Венгерская национальная партия, набиравшая на выборах в 1920—1930-х годах от 10 до 11 % голосов избирателей.
На территории УССР (и, соответственно, СССР) местные венгры оказались после 1945 г. После присоединения края к УССР, по переписи 1959 года, венгры составляли 13,6 % населения области. В дальнейшем их доля в населении продолжала медленно уменьшаться в результате эмиграции и снижения рождаемости.
|                                                                                       |  | |  | |
| Венгерская реформатская церковь (бывший Елизаветинский костёл XIII—XIV веков) в Хусте |  | Традиционный венгерский дом из села Вышково, ныне Хустский район Закарпатья, построен в 1879 году (находится в Ужгородском скансене). В архитектуре присутствует влияние русинского населения Верхней Тисы: срубная техника, полукрытая галерея, четырёхскатная крыша стропильной конструкции, украшение окон и двери |  | Традиционный венгерский женский костюм (юбка, сорочка, парта, рушник), из села Береги Береговского района Закарпатья |

## Особенности расселения

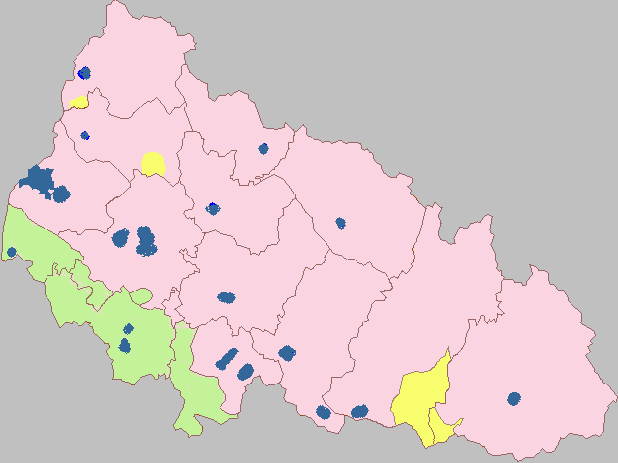
Расселение национальных групп в Закарпатье в 2001.
украинцы (включая русинов)
венгры
румыны
совместно украинцы (включая русинов) и русские

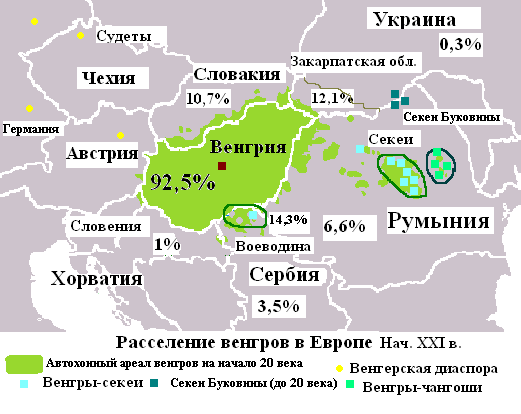
Расселение венгров в Европе в начале XXI века

По переписи 2001 года на Украине насчитывалось 156 600 венгров. Количество венгров, в сравнении с переписью 1989 года уменьшилось на 4 %, что объясняется в первую очередь более низким уровнем рождаемости и фертильности у венгров по сравнению с закарпатскими русинами и украинцами, и, соответственно, более быстрым нарастанием естественной убыли. Ассимиляция венгров в славянской среде традиционно была небольшой, хотя она увеличилась в последнее время. Так, почти 95 % венгров назвали родным языком венгерский (149 431 чел.), 5 367 чел. — украинский (3,4 %) и 1513 чел. — русский язык (1,6 %).
Подавляющее большинство венгров Украины — это жители Закарпатья (151, 5 тыс. из 156,6 тыс.), где они составляют 12 % населения области. Венгры образуют большинство населения в Береговском районе, половину населения Виноградовского района, и заметное меньшинство в Ужгородском и Мукачевском районах. Венгерское меньшинство проявляет значительную устойчивость к ассимиляции благодаря компактному расселению в пределах нескольких районов, причем некоторые из них граничат с исторической родиной — Венгрией.
Данные о численности венгров согласно переписи 2001 года.
| Название города       | Население | Количество венгров | Процент от всего населения |
| --------------------- | --------- | ------------------ | -------------------------- |
| Ужгород (Ungvár)      | 115,6     | 8,0                | 6,9                        |
| Берегово (Beregszász) | 26,6      | 12,8               | 48,1                       |
| Мукачево (Munkács)    | 81,6      | 7,0                | 8,6                        |
| Хуст (Huszt)          | 31,9      | 1,7                | 5,4                        |

| Название района                               | Население | Количество венгров | Процент от всего населения |
| --------------------------------------------- | --------- | ------------------ | -------------------------- |
| Береговский район (Beregszászi járás)         | 54,0      | 41,2               | 76,3                       |
| Великоберезнянский район (Nagybereznai járás) | 28,2      | —                  | —                          |
| Виноградовский район (Nagyszőlősi járás)      | 118,0     | 30,9               | 26,1                       |
| Воловецкий район (Volóci járás)               | 25,5      | —                  | —                          |
| Иршавский район (Ilosvai járás)               | 100,9     | 0,1                | 0,1                        |
| Межгорский район (Ökörmezői járás)            | 49,9      | —                  | —                          |
| Мукачевский район (Munkácsi járás)            | 101,4     | 12,9               | 12,7                       |
| Перечинский район (Perecsenyi járás)          | 32,0      | —                  | —                          |
| Раховский район (Rahói járás)                 | 90,9      | 2,9                | 3,1                        |
| Свалявский район (Szolyvai járás)             | 54,9      | 0,4                | 0,7                        |
| Тячевский район (Técsői járás)                | 171,9     | 5,0                | 2,9                        |
| Ужгородский район (Ungvári járás)             | 74,4      | 24,8               | 32,6                       |
| Хустский район (Huszti járás)                 | 96,9      | 3,8                | 3,9                        |

По разным современным оценкам, в то время, как население Закарпатской области в целом стагнирует или немного увеличивается, из-за низкой рождаемости и эмиграции значительной части венгров в Венгрию их численность в области существенно сократилась: со 151,5 тысяч человек в 2001 году до 70—80 тысяч или 80—90 тысяч в 2024 году.

## Культура
Согласно справке, подготовленной ответственным работником аппарата Верховного Совета СССР Н. Ф. Викулиным в отдел партийных органов ЦК КПСС, согласно которым к январю 1964 г. в Украинской ССР кроме украинских и русских школ имелись до 100 венгерских школ, до 4 школ на польском языке, а в Закарпатской области издавались газеты на русском, украинском, венгерском языках.
В Закарпатье есть школы с преподаванием на венгерском языке. В 2017 году на Украине действовала 71 школа с преподаванием на венгерском языке. По официальным данным украинских властей уровень владения украинским языком у выпускников венгерских школ низок: в 2016 году более 75 % выпускников школ Береговского района получили на внешнем независимом оценивании по украинскому языку от 1 до 3 баллов (из максимально возможных 12 баллов).
В сентябре 2017 года Президент Украины Петр Порошенко подписал закон, предусматривающий следующие изменения в сфере обучения на языках национальных меньшинств в школах:
- Прекращение преподавания в школах на языках национальных меньшинств. С 2018 года — с 5-го класса и старше, к 2020 году — полностью;
- Разрешено создавать отдельные классы с преподаванием на языках «коренных народов Украины» — крымчаков, крымских татар и караимов;
- Разрешено преподавать один или несколько предметов в школах на языках Евросоюза.

Таким образом закон предусматривает с 2020 года возможность преподавания на венгерском языке в школах Украины только отдельных предметов.
По данным Государственной службы статистики Украины в 2023/24 учебном году в Закарпатской области 163 651 учеников получали общее среднее образование, из них 146 563 (89,56 %) обучались в украиноязычных классах, 14 623 (8,94 %) — в венгероязычных, 2 347 (1,43 %) — в румыноязычных, 118 (0,07 %) — в словакоязычных. Из 71 315 получающих среднее образование в городских образовательных учреждениях 65 021 (91,17 %) получали образование на украинском, 5 806 (8,14 %) — на венгерском, 370 (0,52 %) — на румынском, 118 (0,17 %) — на словацком. Из 92 336 получающих среднее образование в сельских образовательных учреждениях 81 542 (88,31 %) получали образование на украинском, 8 817 (9,55 %) — на венгерском, 1 977 (2,14 %) — на румынском.
По данным Государственной службы статистики Украины в 2024/25 учебном году в Закарпатской области 158 790 учеников получали общее среднее образование, из них 142 649 (89,84 %) обучались в украиноязычных классах, 13 683 (8,62 %) — в венгероязычных, 2 339 (1,47 %) — в румыноязычных, 119 (0,07 %) — в словакоязычных. Из 69 684 получающих среднее образование в городских образовательных учреждениях 63 677 (91,38 %) получали образование на украинском, 5 507 (7,90 %) — на венгерском, 381 (0,55 %) — на румынском, 119 (0,17 %) — на словацком. Из 89 106 получающих среднее образование в сельских образовательных учреждениях 78 972 (88,63 %) получали образование на украинском, 8 176 (9,17 %) — на венгерском, 1 958 (2,20 %) — на румынском.
Высшее образование на венгерском языке можно получить в Береговском педагогическом институте, в Ужгородском национальном университете, Мукачевском педагогическом институте (где есть отделения венгерского языка и литературы, в УжНУ также Центр гунгарологии).
По данным «Энциклопедии Прикарпатской Руси» (2006 год) в Закарпатье есть 99 школ с преподаванием на венгерском языке (из них 63 общеобразовательных, 4 лицея, 1 гимназия, 29 смешанных венгерско-украинских, 2 смешанных венгерско-русских), 4 газеты (крупнейшая — «Kárpáti igaz szó»), 7 журналов на венгерском языке, с 1996 года в Берегове работает Венгерский национальный театр им. Д. Ийеша.
В Закарпатье работает несколько венгерских национальных организаций. Одно из их политических требований предусматривает создание Венгерского автономного округа с центром в Берегово. Политические интересы венгерского меньшинства отстаивает ряд организаций и партия венгров Украины. До введения в 2004 году 3-% барьера для прохождения партий в парламент существовал Береговский избирательный округ № 72, в котором венгры составляли большинство избирателей, что позволяло им делегировать представителей своей национальной общины в Верховную Раду. С 1994 по 1998 году Береговский округ представлял близкий к левым политикам Михаил Товт, в 1998—2002 Миклош Ковач (Miklós Kovács), президент Общества венгерской культуры Закарпатья и близкий к правым политикам, затем в 2002—2006 годах Иштван Гайдош, президент Демократического союза венгров Украины. Общество венгерской культуры Закарпатья набрало 5 мест в Закарпатском областном совете, 49 в районных советах и 22 мандата в горсоветах. В то же время Демократическая партия венгров Украины набрала 4 места в облсовете, 36 в райсоветах, 9 в горсоветах.
Верующие венгры традиционно принадлежат к католической или кальвинистской церквям.

### Культурные связи с Венгрией
Проживая в непосредственной близости с Венгрией, венгерское меньшинство Украины имеет возможность поддерживать этно-культурные и языковые связи с исторической родиной, хотя тесными их назвать трудно, особенно после вступления Венгрии в ЕС. Большинство современных венгров Украины двуязычны и триязычны и родились на территории УССР, а потому их связи с Венгрией значительно ослабли по сравнению с началом XX века. В самой Венгрии интерес к соплеменникам с Украины периодически заметен в ряде СМИ, однако официальные власти Венгрии относятся скептически к попыткам ввести двойное гражданство или венгерской карты (по аналогии с картой поляка), считая что это создаст дополнительную финансовую нагрузку на бюджет относительно небольшой страны.
| |  | |  | |
| Закарпатский венгерский институт им. Ференца II Ракоци в Берегово (В настоящее время находится в бывшем Дворце комитатского суда) |  | В г. Берегово таблички с названиями улиц, вывески и объявления, как правило, пишутся на украинском и венгерском языках |  | Флаги Венгрии, Украины и Румынии, надписи на трёх языках на здании Солотвинского поселкового совета |